# Гай Сульпиций Гальба (консул 22 года)
Гай Сульпиций Гальба (лат. Gaius Sulpicius Galba) — римский государственный деятель начала I века.
Гай Сульпиций Гальба происходил из рода Сульпициев. Его отцом был Гай Сульпиций Гальба, консул-суффект 5 года до н. э., а матерью — Муммия Ахаика.
В 22 году Гай Сульпиций Гальба был назначен консулом с коллегой Децимом Гатерием Агриппой.
Светоний сообщает, что в 36 году Гай Сульпиций Гальба был кандидатом в проконсулы. Но Тиберий отказал ему в этой должности, и Гай Сульпиций Гальба покончил жизнь самоубийством.